# FC Accrington
Der FC Accrington (offiziell: Accrington Football Club) – auch bekannt als The ‘Owd Reds – war ein englischer Fußballverein aus der Stadt Accrington, die heute Teil des Verwaltungsbezirks Hyndburn in der Grafschaft Lancashire ist. Er entstand 1876 nach einem Treffen in einem öffentlichen Pub und spielte fortan im Moorhead Park.
Nach einem Streit mit dem englischen Fußballverband „Football Association“ wegen der Zahlung von Geldern an einen Spieler, wurde der Verein 1883 von den Verbandsspielen ausgeschlossen und war ein Jahr später Teil einer Revolte mit dem Ziel, Profifußball zu etablieren. Er war am 17. April 1888 eines von zwölf Gründungsmitgliedern der „Football League“ und schloss die erste Saison mit sechs Siegen, acht Remis und acht Niederlagen auf dem siebten Platz ab. Dabei war der FC Accrington für die Blackburn Rovers und den FC Everton der jeweils erste Gegner in einem Ligaspiel.
Die beste Spielzeit absolvierte der FC Accrington in der Saison 1889/90, als der Klub die Spielzeit auf dem sechsten Platz abschloss. Danach konnte sich der Verein nicht mehr weiter in der englischen Meisterschaft behaupten und schloss die Spielzeit 1892/93 auf der vorletzten Position ab. Die 0:1-Niederlage gegen Sheffield United in einem „Testspiel“, wie in der Frühzeit ein Play-off-Spiel genannt wurde, an der Tent Bridge besiegelte schließlich den Abstieg aus der Eliteliga. Anstatt jedoch künftig in der zweitklassigen Second Division zu spielen, zog sich der FC Accrington vollständig aus der Football League zurück.
Nur kurze Zeit später mehrte sich die finanziellen Probleme des Vereins, die schließlich zu dem schnellen Ende führen sollten. Bis 1896 setzte der FC Accrington den Spielbetrieb in der Lancashire Combination fort, zog sich dann aber nach einer 0:12-Niederlage am 14. Januar gegen den FC Darwen im Lancashire Senior Cup zurück. Bis zum Beginn der Saison 1921/22 sollte zunächst kein weiteres Team aus Accrington in der Football League nachfolgen, bis dann der Accrington Stanley Football Club – der ursprünglich ein Lokalrivale des FC Accrington gewesen war – aus der Lancashire Combination der Football League beitrat.
Der Verein Accrington Stanley, der ursprünglich als Stanley Villa gegründet worden war, spielte von 1921 bis 1962 in den Spielklassen der Football League. Infolge eines Bankrotts im Jahre 1964 „adoptierte“ Stanley den Namen Accrington Football Club, bevor der Klub im Januar 1966 den Spielbetrieb endgültig einstellte. 1968 wurde ein weiterer Verein unter dem Namen Accrington Stanley gegründet.